# 大義寧
大義寧（929年－937年），又称义宁，五代十國時期建立於今雲南地區的短命国家。
928年，大长和东川节度使杨干贞杀大长和皇帝郑隆亶，立赵善政为骠信（国君），定国号为大天兴。
929年，杨干贞废赵善政，自立为皇帝，定国号为大义宁，改元兴圣。
930年，楊干貞被其弟杨诏篡位。杨诏得位后，改元大明。
937年，通海节度使段思平率滇东三十七部起兵举事，杨诏兵败自杀，杨干贞弃城而逃。段思平自立为皇帝，建大理国。

## 历任皇帝
- 肃恭帝杨干贞（929年－930年在位）
- 杨诏（930年－937年在位）